# Гондирвайка
Гондирва́йка (рос. Гондырвайка) — річка у Шарканському та Воткінському районах Удмуртії, Росія, ліва притока Великої Ківари.
Починається на південний схід від села Нижні Ківари. Протікає спочатку на південний захід, потім повертає на південний схід, після села Гондирвай протікає на південь з декількома великими меандрами. Впадає до Великої Ківари вище села Ільїнське. Похил річки становить 5,1 м/км.
Русло нешироке, у верхній течії пересихає. В селі Гондирвай збудовано 2 невеликих ставки. Приймає декілька дрібних приток.
Над річкою розташоване село Шарканського району Гондирвай, де збудовано автомобільний міст.